# سولومون ر. غاغنهايم
سولومون ر. غاغنهايم (بالإنجليزية: Solomon R. Guggenheim)‏ هو رائد أعمال أمريكي، ولد في 2 فبراير 1861 في فيلادلفيا في الولايات المتحدة، وتوفي في 3 نوفمبر 1949 في نيويورك في الولايات المتحدة.

## وصلات خارجية
- سولومون ر. غاغنهايم على موقع الموسوعة البريطانية (الإنجليزية)